# Masdevallia corniculata
Masdevallia corniculata är en orkidéart som beskrevs av Heinrich Gustav Reichenbach. Masdevallia corniculata ingår i släktet Masdevallia och familjen orkidéer. Inga underarter finns listade i Catalogue of Life.

## Bildgalleri

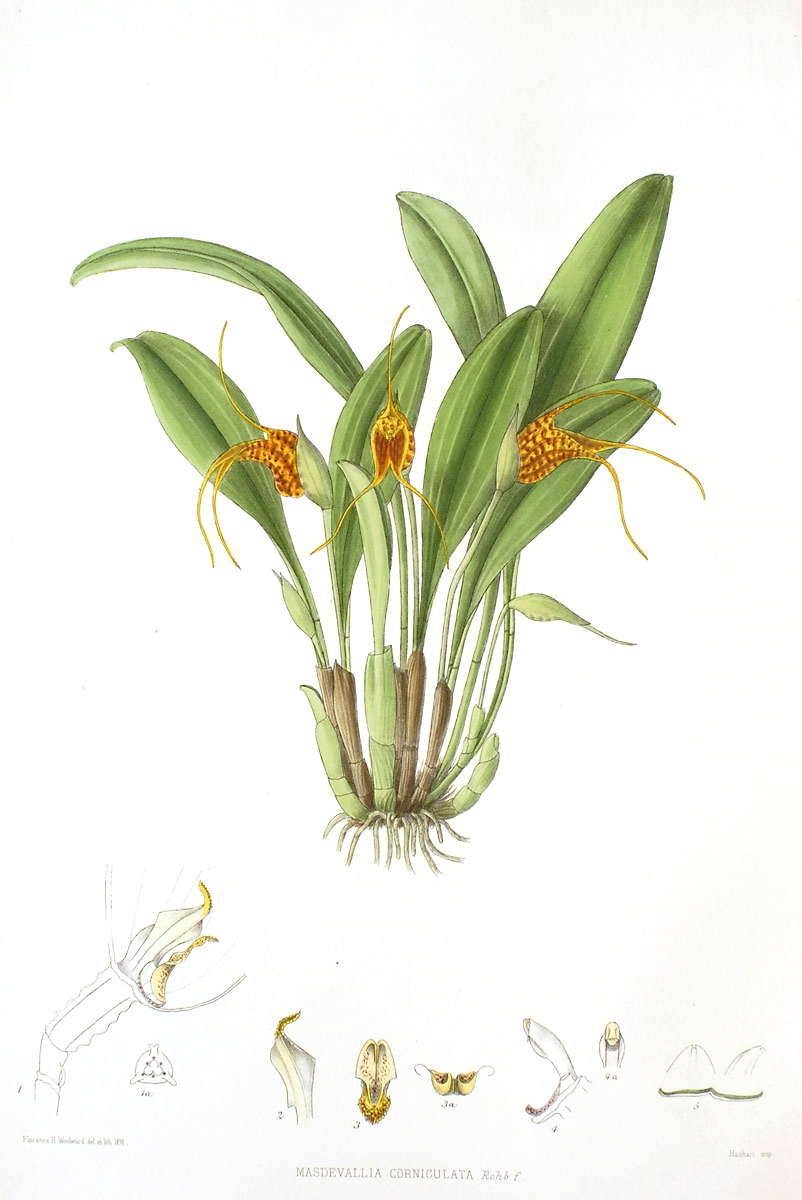